# Lilla Laxtjärnen (Rättviks socken, Dalarna)
Lilla Laxtjärnen är en sjö i Rättviks kommun i Dalarna och ingår i Dalälvens huvudavrinningsområde.